# Lac Bruce
Lac Bruce är en sjö i Kanada.   Den ligger i regionen Outaouais och provinsen Québec, i den sydöstra delen av landet, 190 km nordväst om huvudstaden Ottawa. Lac Bruce ligger 352 meter över havet. Arean är 7,8 kvadratkilometer. Den sträcker sig 4,5 kilometer i nord-sydlig riktning, och 7,6 kilometer i öst-västlig riktning.
I omgivningarna runt Lac Bruce växer i huvudsak blandskog. Trakten runt Lac Bruce är nära nog obefolkad, med mindre än två invånare per kvadratkilometer.